# Labicymbium exiguum
Labicymbium exiguum là một loài nhện trong họ Linyphiidae. Loài này được phát hiện ở Colombia.